# Tatort: Der Duft des Geldes
Der Duft des Geldes ist ein Fernsehfilm aus der Krimireihe Tatort der ARD und des ORF. Der Film wurde vom Norddeutschen Rundfunk unter der Regie von Helmut Förnbacher produziert und am 29. August 1999 erstmals ausgestrahlt. Für den Kriminalhauptkommissar Paul Stoever (Manfred Krug) ist es der 37. Fall; für seinen Kollegen Peter Brockmöller (Charles Brauer) der 34. Fall, in dem sie ermitteln.
In dieser 420. Tatort-Folge ermitteln Stoever und Brockmöller einen Mord in einem Sumpf aus Verrat, Betrug und Eifersucht.

## Handlung
Die Hamburger Kommissare Stoever und Brockmöller werden zum Mordfall an einem Blumenhändler gerufen. Der Mann liegt in seiner Wohnung erschossen auf seinem Billardtisch. Es sieht zunächst nach Raubmord aus, denn der kleine Wandtresor steht offen. Die Putzfrau Milena Radenko hatte das Opfer gefunden und dann die Polizei gerufen. Stoever wird misstrauisch, da die Putzfrau auf ihn nervös wirkt. Als dann ein Teil des Diebesguts im Garten gefunden wird, lässt Stoever den Ort überwachen, und als der Dieb seine Beute tatsächlich abholen will, stellt sich heraus, dass Milenas Freund Bogdan der vermeintliche Einbrecher war.
Damit muss er jedoch nicht automatisch auch der Mörder gewesen sein, denn die Frau des Opfers hat einen Geliebten. Dieser Jörg Gutzeit gibt offen zu, in Bianca Raguse schon seit der Schulzeit verliebt zu sein, doch würde er deshalb niemanden umbringen. Nachdem Milena und ihr Freund vernommen wurden, geben sie letztendlich zu, nur ihre Chance genutzt zu haben, denn nachdem Milena ihren Chef tot vorgefunden hatte, hätte sie Bogdan angerufen und ihm die Wertsachen übergeben.
Im Zuge der Ermittlungen stoßen Stoever und Brockmöller bei einer Werbeveranstaltung des „Pearls Club“ auf den Anlageberater Dr. Ebeling. Er hat dem Opfer dubiose Wertpapiere in großer Höhe verkauft. Deshalb kontaktiert Stoever umgehend seinen Kollegen Lippert vom Betrugsdezernat, bei dem Dr. Ebeling und sein Etablissement bereits auffällig geworden sind. Zuvor erleben sie noch den vielumjubelten Auftritt der geheimnisvollen und schönen Sängerin Cynthia Stern.
Nachdem die Ermittler von einer Nachbarin die Aussage erhalten, dass sie am Mordtag einen Mann aus dem Haus der Raguses habe laufen sehen, stellt das alle ihre Verdächtigen in Frage. Anhand von Fotos erkennt sie keinen der drei. Per Zufall läuft Stoever Andre Plötz über den Weg, dem er schon einmal bei Dr. Ebeling begegnet war. Die Tatsache, dass er ihn vor Raguses Haus antrifft, lässt Plötz verdächtig erscheinen, und er macht ein Foto von ihm und zeigt es der Nachbarin. Sie erkennt darauf zweifelsfrei den Mann, der sehr wahrscheinlich Raguse erschossen hat. Stoever kann ihn stellen, als er bereits dabei ist, das Land zu verlassen. Auf dem Flugplatz wird er festgenommen und gesteht die Tat. Er hatte Raguse in Panik erschossen, als er von ihm dabei ertappt wurde, wie er dessen Safe leergeräumt hatte. Er sollte im Auftrag von Ebeling die Wertpapiere verschwinden lassen, durch die dessen Betrügerei bekannt geworden wäre, denn Raguse hatte Ebeling mit rechtlichen Schritten gedroht, als er bemerkt hatte, dass die Papiere gar nichts wert seien. Dafür kann Ebeling aber nicht von der Mordkommission belangt werden, hierfür ist der Kollege Lippert zuständig, der seine Recherchen bereits aufgenommen hat.

## Hintergrund
Die Dreharbeiten erfolgten in Hamburg und der Umgebung von Hamburg von Studio Hamburg Filmproduktion.
Krug und Brauers musikalischer Beitrag ist in diesem Film das Lied Ganz leise kommt die Nacht von Franz Grothe.

## Rezeption
Die Erstausstrahlung sahen 8,09 Millionen Zuschauer, was einen Marktanteil von 26,09 % entspricht.
Die Kritiker der Fernsehzeitschrift TV Spielfilm zeigte den Daumen zur Seite und befanden: „Pflichtprogramm für das selbstgefällige Duo.“